# Don't Pull My Leg
Don't Pull My Leg è un cortometraggio muto del 1908 diretto da Gilbert M. 'Broncho Billy' Anderson.

## Produzione
Il film fu prodotto dalla Essanay Film Manufacturing Company.

## Distribuzione
Il film uscì nelle sale cinematografiche USA il 6 maggio 1908. Nelle proiezioni, veniva programmato con il sistema dello split reel, accorpato in un'unica bobina con un altro cortometraggio della Essanay diretto da Anderson, la commedia Ker-Choo.